# Bourkou Louise Kabo
Bourkou Louise Kabo, född 1934, död 2019, var en tchadisk politiker. Hon var sitt lands första kvinnliga parlamentsledamot.
Hon satt i parlamentet 1962–1964. Hon var den enda kvinnan i parlamentet under sin ämbetstid.